# Osinalické bučiny
Osinalické bučiny jsou přírodní památka na území chráněné krajinné oblasti Kokořínsko – Máchův kraj, v jižní části okresu Česká Lípa, v katastrálním území Zakšín. Jedná se lesnaté území s řadou pískovcových skal, kde se vyskytuje mnoho druhů chráněných rostlin.

## Historie
Přírodní památka byla vyhlášena 19. listopadu 2002. Spravuje ji Agentura ochrany přírody a krajiny ČR – Regionální pracoviště Správa chráněné krajinné oblasti Kokořínsko – Máchův kraj.

## Přírodní poměry
Přírodní památka s rozlohou 7,53 hektaru leží v jižním cípu katastrálního území Zakšín v nadmořské výšce 250–340 metrů, asi jeden kilometr severovýchodně od Medonos. Nachází se na jihovýchodním úpatí vrchu Skaliska (376 metrů). Na východní straně zasahuje do Osinalického sedla, kterým vede hranice mezi okresy Česká Lípa a Mělník a zeleně značená turistická trasa z Nových Osinalic na jihu do Dubé na severu.

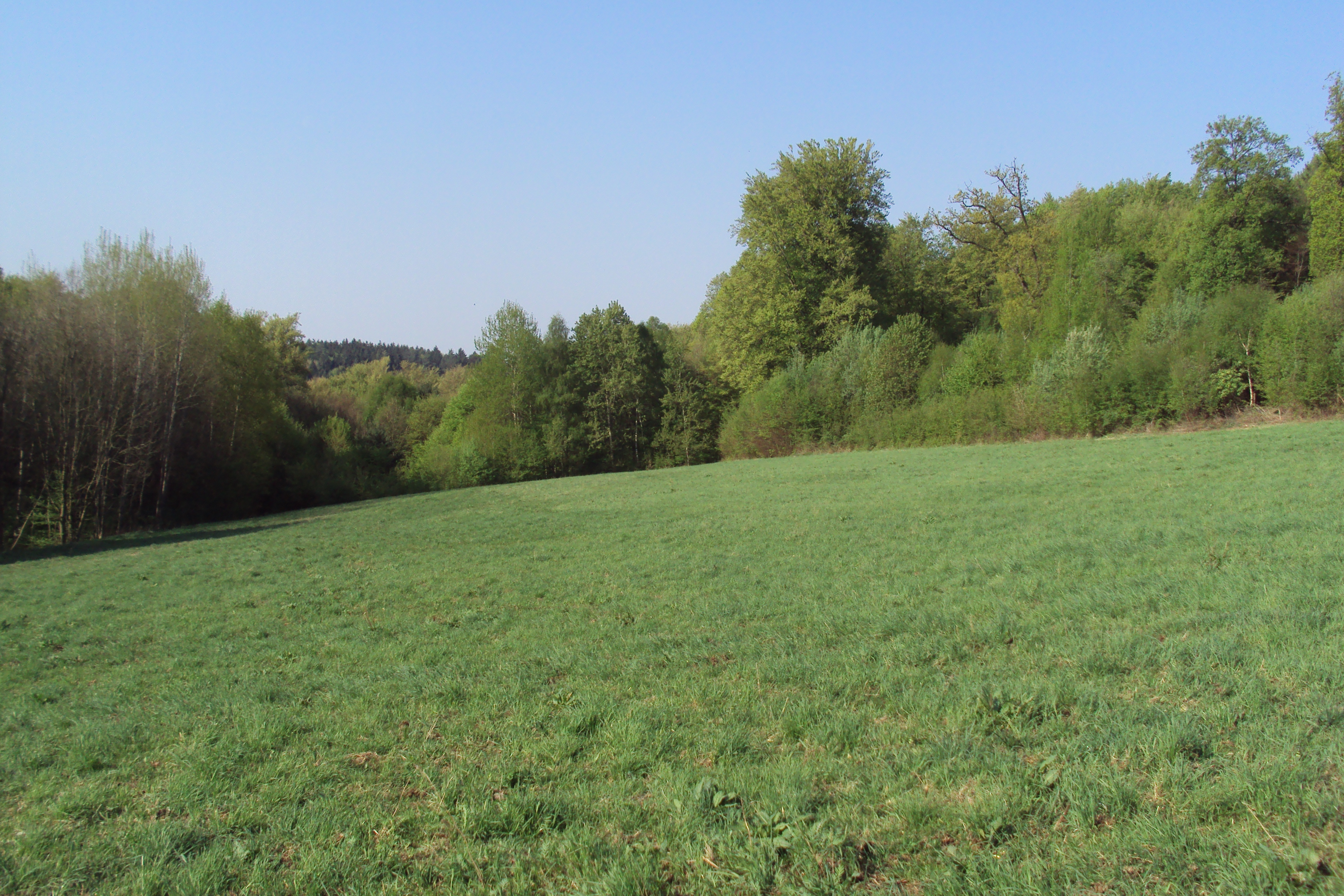
Osinalické bučiny z východní strany

Lokalita je mírně zvlněná, náleží svahu kopce Skaliska, je porostlá nejen bukovým lesem, ale na pískovcích roste řada chráněných vstavačovitých, orchideových druhů rostlin, kvůli nimž zde byla vyhlášena ochrana. Jsou zde např. vstavač nachový, korálice trojklaná, kruštík růžkatý, okrotice bílá.
Ve starších stromech zde žijí holubi doupňáci.